# Гриффин, Томас Сидней
Томас Сидней Гриффин (англ. Thomas Sydney Griffin; 19 февраля 1884, Сидней — 19 декабря 1950, Сидней) — австралийский регбист, выступавший на позиции хукера. Чемпион летних Олимпийских игр 1908 года в составе команды Австралазии.

## Биография
Начинал карьеру в регбийном клубе «Глиб»; также приглашался в команду Нового Южного Уэльса, сыграл за неё 35 встреч. Участвовал в составе команды Нового Южного Уэльса в матчах 1908 года против «Британских и ирландских львов».
За сборную Австралии дебютировал 20 июля 1907 года в Сиднее против Новой Зеландии. В 1908—1909 годах участвовал в турне по Великобритании, первом в истории австралийского регби. Параллельно турне Гриффин участвовал в Олимпиаде 1908 года в Лондоне и завоевал в составе команды Австралазии (под этим именем в регбийном турнире фактически выступала Австралия) золотую медаль: австралазийцы победили Великобританию, представленную командой Корнуолла, со счётом 32:3. В ходе матча против команды Кембриджского университета (победа 11:9) Гриффин был травмирован; в игре против команды Суонси австралийцы проиграли 0:6, а Гриффин был удалён с поля за то, что ударил по щеке своего противника Ди Джея Томаса (англ. D. J. Thomas). Всего за турне отметился попытками в матчах против Девона (24:3) и Лондонского университета (победа 24:3).
Также Гриффин участвовал в турне по Канаде и США в 1912 году: там он провёл свою шестую и последнюю тестовую игру 16 ноября 1912 года в Беркли против США, в котором австралийцы победили 12:8. В турне по Северной Америке австралийцы одержали 11 побед и проиграли 5 матчей (в том числе проиграли все три матча против канадских команд), больше предпочитая развлекаться, а не играть. Всего в его активе 42 матча против сборных и клубов.
В 1927—1928 годах Гриффин был главным тренером клуба «Уаратаз».

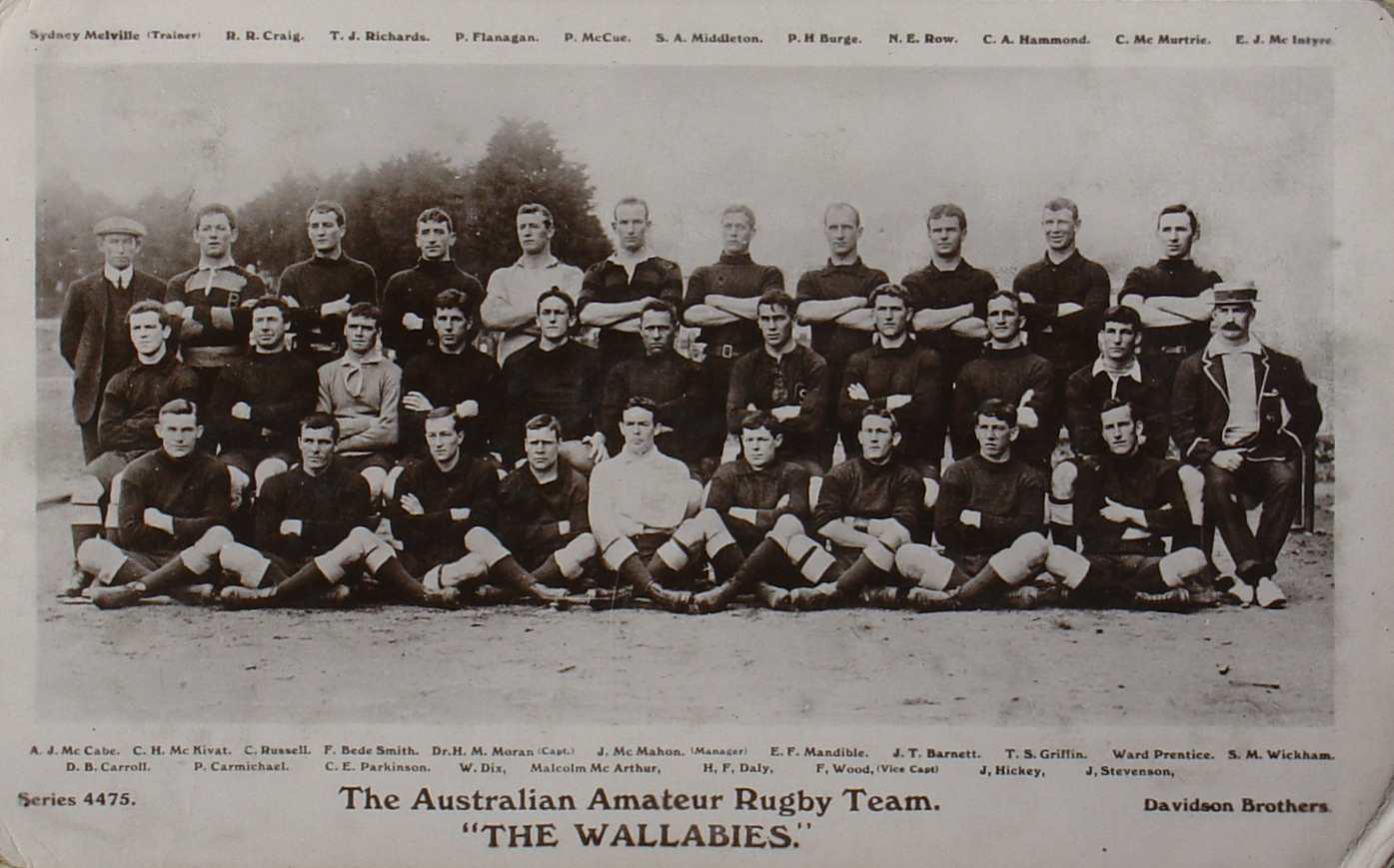
Сборная Австралии в турне 1908—1909 годов: Гриффин в среднем ряду, третий справа

## Стиль игры
Считается одним из выдающихся регбийных хукеров Австралии начала века: газета Western Mail, описывая матч Австралии против команды Лланелли (поражение 3:10), отметила, что Гриффину не было равных по игре на позиции хукера. Также он умел заносить попытки: в игре против Кембриджского университета он сделал это с передачи Филиппа Кармайкла. В то же время его подвергали критике за то, что в игре против «Суонси» он ударил оппонента по щеке и заработал заслуженное удаление: позже выяснилось, что Гриффин, пытаясь в борьбе за мяч отодвинуть голову противника, однако случайно попал ему по щеке.